# Mia Guldteig Lien
Mia Guldteig Lien (* 30. August 2003) ist eine norwegische Leichtathletin, die im Hoch- und Weitsprung an den Start geht.

## Sportliche Laufbahn
Erste Erfahrungen bei internationalen Meisterschaften sammelte Mia Guldteig Lien beim Europäischen Olympischen Jugendfestival (EYOF) 2019 in Baku, bei dem sie mit 6,15 m die Silbermedaille im Weitsprung gewann. Zudem erreichte sie mit der norwegischen Sprintstaffel (1000 m) das Finale. 2024 begann sie ein Studium an der University of Texas at San Antonio in den Vereinigten Staaten und im Jahr darauf wurde sie bei der 2. Liga der Team-Europameisterschaft in Maribor mit 1,83 m Erste im B-Finale. Anschließend belegte sie bei den U23-Europameisterschaften in Bergen mit 1,84 m den fünften Platz. 
2020 wurde Lien norwegische Meisterin im Hoch- und Weitsprung und in den Jahren 2020 und 2022 wurde sie Hallenmeisterin im Weitsprung.

## Persönliche Bestleistungen
- Hochsprung: 1,84 m, 19. Juli 2025 in Bergen
- Weitsprung: 6,31 m (+1,5 m/s), 30. Juni 2020 in Oslo